# Tightlacing

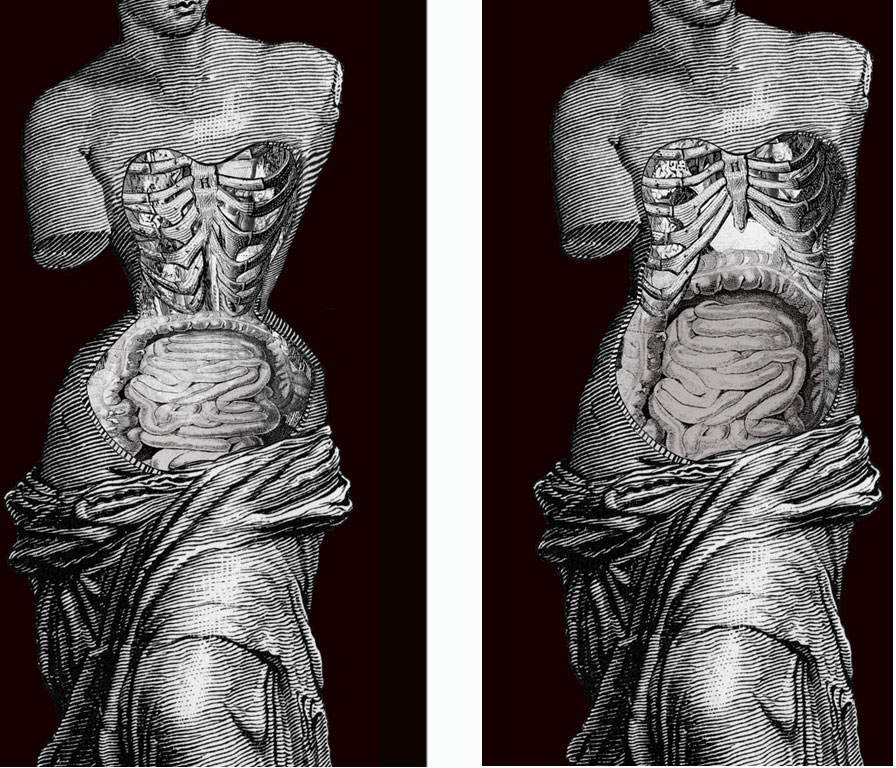

Tightlacing, ook taille-training, of korsettraining genoemd, is het aaneengeregen dragen van een korset op steeds strakkere wijze waardoor een smallere taille bereikt wordt.
In de Westerse kostuumgeschiedenis dook deze praktijk op tijdens de 19e eeuw omdat men een wespentaille begeerlijk vond en een strak aangeregen korset vrouwen hielp om dat ideaalbeeld te bereiken. Er kwam esthetische, fysiologische en feministische kritiek op het gebruik, maar het duurde tot begin 20e eeuw voor tightlacing in onbruik raakte. Het korset werd vervangen door minder beklemmende onderkleding, zoals beha's en figuurcorrigerend ondergoed in zachte, flexibele materialen.
Korsetten maakten sinds de tweede helft van de 20e eeuw bij een kleine minderheid een heropleving mee als fetisjkleding.